# Meandry Chvalšinského potoka
Meandry Chvalšinského potoka je přírodní památka v okrese Český Krumlov. Nachází se ve Chvalšinské kotlině, podél Chvalšinského potoka mezi osadou Křenov (u mostku) proti proudu až k mostu přes silnici Český Krumlov – Chvalšiny, před parkem Červený Dvůr. Je součástí chráněné krajinné oblasti Blanský les. Předmětem ochrany je přirozený, meandrujícího tok Chvalšinského potoka s břehovou vegetací a vlhkými pcháčovými a ostřicovými loukami. Významný je výskyt mihule potoční (Lampetra planeri) a vranky obecné (Cottus gobio) ve Chvalšinském potoce.